# Christoph Probst
Christoph Hermann Ananda Probst (Murnau am Staffelsee, 6 novembre 1919 – Monaco di Baviera, 22 febbraio 1943) è stato un antifascista tedesco, attivista del gruppo della Rosa Bianca.

## Biografia
Nato da una famiglia benestante, Christoph sotto l'influenza del padre Hermann Probst (1886-1936) iniziò subito ad interessarsi di cultura e di religione. Il padre, ricercatore e chimico, aveva un'accesa serie di contatti con intellettuali e artisti dell'epoca considerati dal regime nazista come "degenerati".
Il giovane Probst frequentò dal 1932 l'Internatsschule Marquartstein, un collegio lontano dalle posizioni naziste del regime e che godeva ancora di una certa autonomia. Nel 1935 frequentò il Neues Realgymnasium di Monaco di Baviera assieme all'amico Alexander Schmorell, che successivamente entrerà a far parte nel gruppo della Rosa Bianca. Dopo il suicidio del padre, nel 1936, Christoph concluse i propri studi superiori alla Landheim Schondorf dove si diplomò l'anno successivo, a soli 17 anni di età.
Dopo aver concluso il diploma, come tutti i suoi compagni di scuola, fu costretto a entrare nel Reichsarbeitsdienst, corpo ausiliario tedesco della Wehrmacht, compito che svolse nella Luftwaffe a Oberschleißheim nel Land della Baviera. Iniziò quindi i suoi studi universitari in medicina a Monaco di Baviera, Strasburgo e Innsbruck. A 21 anni sposò Herta Dohrn, la figlia dell'oppositore del regime nazista Harald Dohrn e nipote dello scienziato Anton Dohrn. In questo periodo divenne anche padre.
Christoph entrò attivamente nella Rosa Bianca soltanto in un secondo momento, non perché non frequentasse il gruppo, ma poiché riteneva indispensabile occuparsi della sua famiglia.
Dopo l'arresto di Hans e Sophie Scholl il 19 febbraio 1943 Christoph fu arrestato a Innsbruck mentre cercava di visitare la figlia Kaja, appena nata, sua moglie (che al tempo era malata) e l'altro suo figlio.
Durante il processo farsa cercò di difendersi e fu a sua volta difeso da Sophie e Hans Scholl. Nonostante ciò il 22 febbraio 1943 i tre ragazzi furono condannati a morte dal Tribunale del Popolo, presieduto da Roland Freisler, e lo stesso giorno ghigliottinati dal boia Johann Reichhart nel cortile della prigione di Stadelheim di Monaco di Baviera.
Cresciuto senza formazione religiosa, da tempo si era avvicinato al cattolicesimo. In carcere richiese un sacerdote cattolico e si fece battezzare.

## Riconoscimenti
Numerose strade, piazze e monumenti sono stati dedicati postumi alla vita di Christoph Probst, come per esempio una delle piazze principali di Innsbruck dove ha sede l'Università.
Inoltre, due scuole superiori in Germania sono dedicate alla sua figura:
- la Christoph-Probst-Realschule a Neu-Ulm;
- il Christoph-Probst-Gymnasium a Gilching.

## Filmografia
Nel febbraio 2005 fu immesso nel circuito cinematografico il film La Rosa Bianca - Sophie Scholl, di produzione tedesca, che ha visto la partecipazione dell'attore Florian Stetter nel ruolo di Christoph. Basato su interviste e resoconti di sopravvissuti rimasti nascosti nella DDR fino agli anni 1990, il film fu nominato per l'Oscar come miglior film straniero nel gennaio del 2006 e vinse inoltre il premio per la migliore attrice agli European Film Awards, al Deutscher Filmpreis, nonché l'orso d'argento al Festival internazionale del cinema di Berlino.